# Jeux d'Asie du Sud-Est de 1995
Navigation
Édition précédente Édition suivante
La 18e édition des Jeux d'Asie du Sud-Est s'est tenue du 9 au 17 décembre 1995 à Chiang Mai. Si la Thaïlande accueille cet événement pour la cinquième fois, c'est la première fois qu'elle l'organise dans une autre ville que Bangkok. Chiang Mai est d'ailleurs la première ville hôte à ne pas être une capitale.

## Organisation

### Sites des compétitions
Les compétitions se sont déroulées, pour la plupart d'entre elles, dans la ville de Chiang Mai qui fêtait ses 700 ans. D'autres ont été organisées dans la province de Chiang Mai, ainsi que dans les provinces de Chonburi et de Lamphun.
L'organisation de cet événement a nécessité la construction de nouvelles infrastructures telles que le complexe sportif du 700e anniversaire. Il se compose notamment d'un stade de 20 000 places, d'une piscine olympique, d'une douzaine de courts de tennis et d'un champ de tir.

### Infrastructures
Outre les sites des épreuves, l'organisation des Jeux d'Asie du Sud-Est a nécessité l'amélioration ou la création d'autres infrastructures. Ainsi l'aéroport international de Chiang Mai a été agrandi pour un coût estimé à un million de dollars et un village olympique créé. Ce dernier a ensuite été reconverti en quartier résidentiel pour les fonctionnaires. Au total, ce sont 100 millions de dollars qui ont été investis dans l'organisation et les infrastructures.

## Pays participants
La compétition a réuni des athlètes provenant de dix nations. Brunei, absent en 1993, fait son retour, de même que le Cambodge qui n'avait plus participé depuis 1987. C'est la première fois que tous les pays d'Asie du Sud-Est participent.
La Thaïlande, pays hôte, termine largement en tête du tableau des médailles. Si toutes les nations remportent au moins une médaille, Brunei, le Cambodge et le Laos ne remportent aucune épreuve.
| Rang | Nation      | Or  | Argent | Bronze | Total |
| ---- | ----------- | --- | ------ | ------ | ----- |
| 1    | Thaïlande   | 157 | 98     | 91     | 346   |
| 2    | Indonésie   | 77  | 67     | 77     | 221   |
| 3    | Philippines | 33  | 48     | 64     | 145   |
| 4    | Malaisie    | 31  | 49     | 69     | 149   |
| 5    | Singapour   | 26  | 27     | 42     | 95    |
| 6    | Viêt Nam    | 10  | 18     | 24     | 52    |
| 7    | Birmanie    | 4   | 21     | 37     | 62    |
| 8    | Brunei      | 0   | 2      | 6      | 8     |
| 9=   | Cambodge    | 0   | 0      | 2      | 2     |
| 9=   | Laos        | 0   | 0      | 2      | 2     |

## Sports représentés
28 sports sont représentés, soit un de moins qu'en 1993. Le bateau-dragon, le culturisme, le karaté et le wushu sont retirés du programme. L'aviron, l'équitation et le rugby à XV font leur retour.
- Athlétisme
- Aviron
- Badminton
- Basket-ball
- Billard
- Bowling
- Boxe
- Cyclisme
- Escrime
- Équitation
- Football
- Golf
- Gymnastique
- Haltérophilie
- Hockey sur gazon
- Judo
- Natation
- Pencak silat
- Rugby à XV
- Sepak takraw
- Squash
- Taekwondo
- Tennis
- Tennis de table
- Tir
- Tir à l'arc
- Voile
- Volley-ball